# Medea (Accio)
(Frammento da Medea)
Medea (in latino Medea) è una cothurnata dello scrittore romano Lucio Accio di cui restano solo frammenti. Si ispirava probabilmente all'omonima tragedia di Euripide.